# رمضان في النمسا

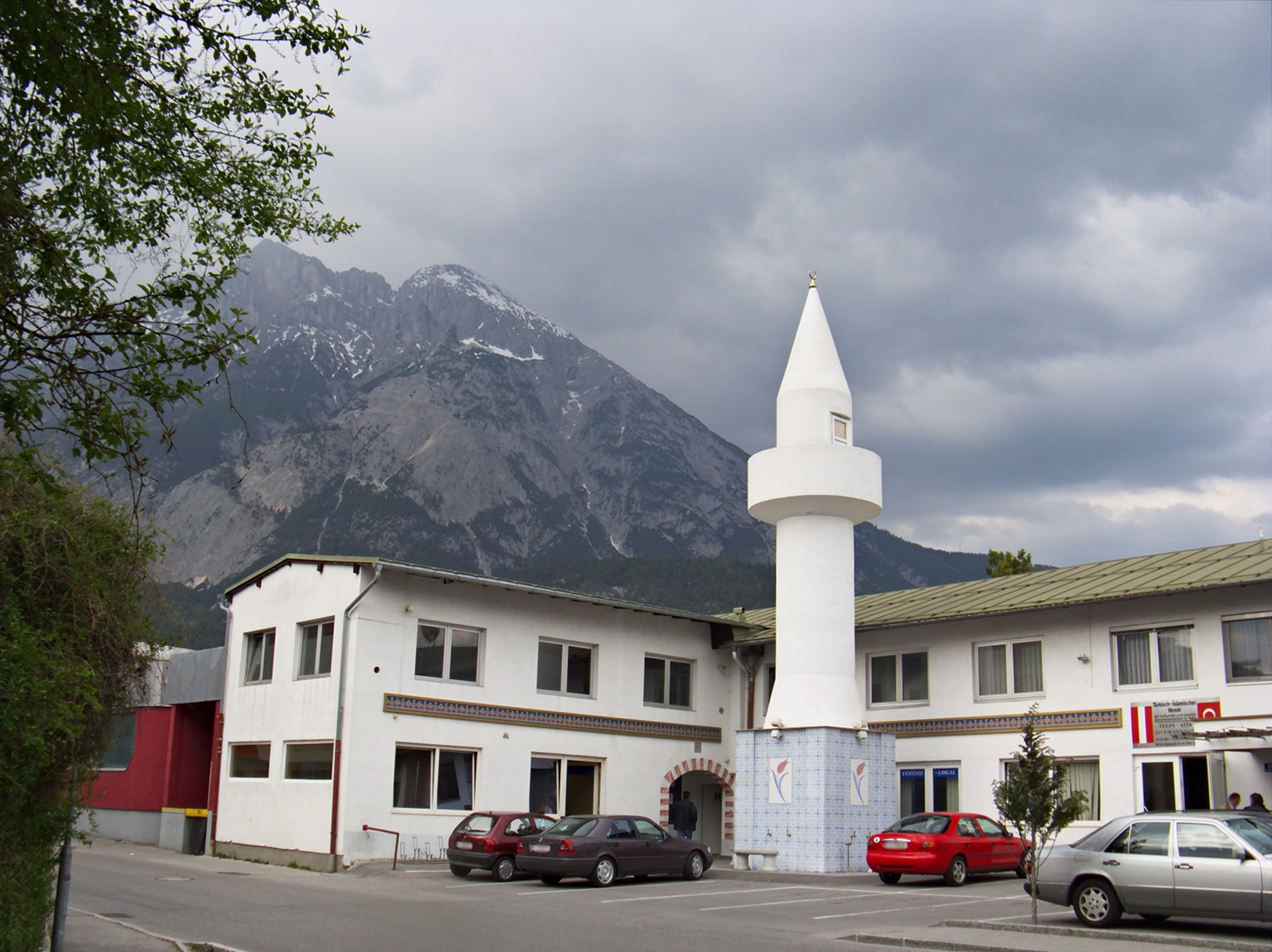
مسجد في تلفس في فينا النمسا حيث تقام شعائر الإسلام مثل الصلاة وصلاة التراويح في رمضان

رمضان في النمسا: (بالإنجليزية: Ramadan in Namsa)‏ رمضان هو شهر مقدس يحتفل به المسلمون في جميع أنحاء العالم. يتميز بالصوم النهاري والتأمل والعبادة. وعلى الرغم من أن رمضان يحتفل به في الدول الإسلامية بشكل رئيسي، إلا أنه يوجد مجتمع مسلم نشط في النمسا، والذي يحتفل ويعيش هذا الشهر المبارك وفقًا لتقاليده وتحدياته الخاصة.

## التقاليد الدينية والاجتماعية في رمضان في النمسا
في النمسا، يعيش المسلمون شهر رمضان وفقًا للتقاليد الإسلامية الراسخة. يتضمن ذلك صيام النهار، حيث يمتنع المسلمون عن الطعام والشراب من الفجر حتى المغرب. كما يتم التركيز على الصلاة والتلاوة القرآنية والتسبيح والتكبير. يُعتبر الجماعة والتواصل الاجتماعي أيضًا أمرًا هامًا في رمضان، حيث يتجمع المسلمون في المساجد لأداء الصلوات المشتركة وتبادل التهاني والتواصل مع أفراد المجتمع الآخرين.

## تحديات الصيام في النمسا
تواجه المسلمون في النمسا تحديات محددة أثناء صيامهم في رمضان. أحد أبرز التحديات هو طول فترة الصيام، حيث يمتد فترة النهار في الصيف لمدة طويلة في النمسا، مما يعني أن المسلمين يجب أن يمتنعوا عن الطعام والشراب لفترة أطول مقارنة بالدول الإسلامية الأخرى. قد يكون ذلك مجهدًا بشكل خاص للذين يمارسون أعمالًا بدنية أو للطلاب الذين يقومون بالامتحانات في هذا الوقت.

## توافر الطعام والموارد اللازمة
تعد توافر الطعام المناسب والموارد اللازمة للصيام أمرًا هامًا في رمضان. في النمسا، يتوفر الطعام الحلال في الأسواق والمحلات التجارية المتخصصة. بالإضافة إلى ذلك، توجد مؤسسات خيرية وجمعيات إسلامية في النمسا تقدم المساعدة للمسلمين خلال رمضان، من خلال تنظيم وجبات إفطار جماعية وتوزيع المواد الغذائية على الأسر المحتاجة.

## التسامح والاحترام المتبادل
يعد التسامح والاحترام المتبادل بين المجتمعات المختلفة أساسيين في تجربة المسلمين في رمضان في النمسا. يجب أن يكون هناك فهم وتقبل للعادات والتقاليد الإسلامية من قبل أفراد المجتمع النمساوي، وعلى المقابل يجب أن يكون المسلمون ملتزمين بالالتزام بالقوانين والعادات الاجتماعية المحلية.

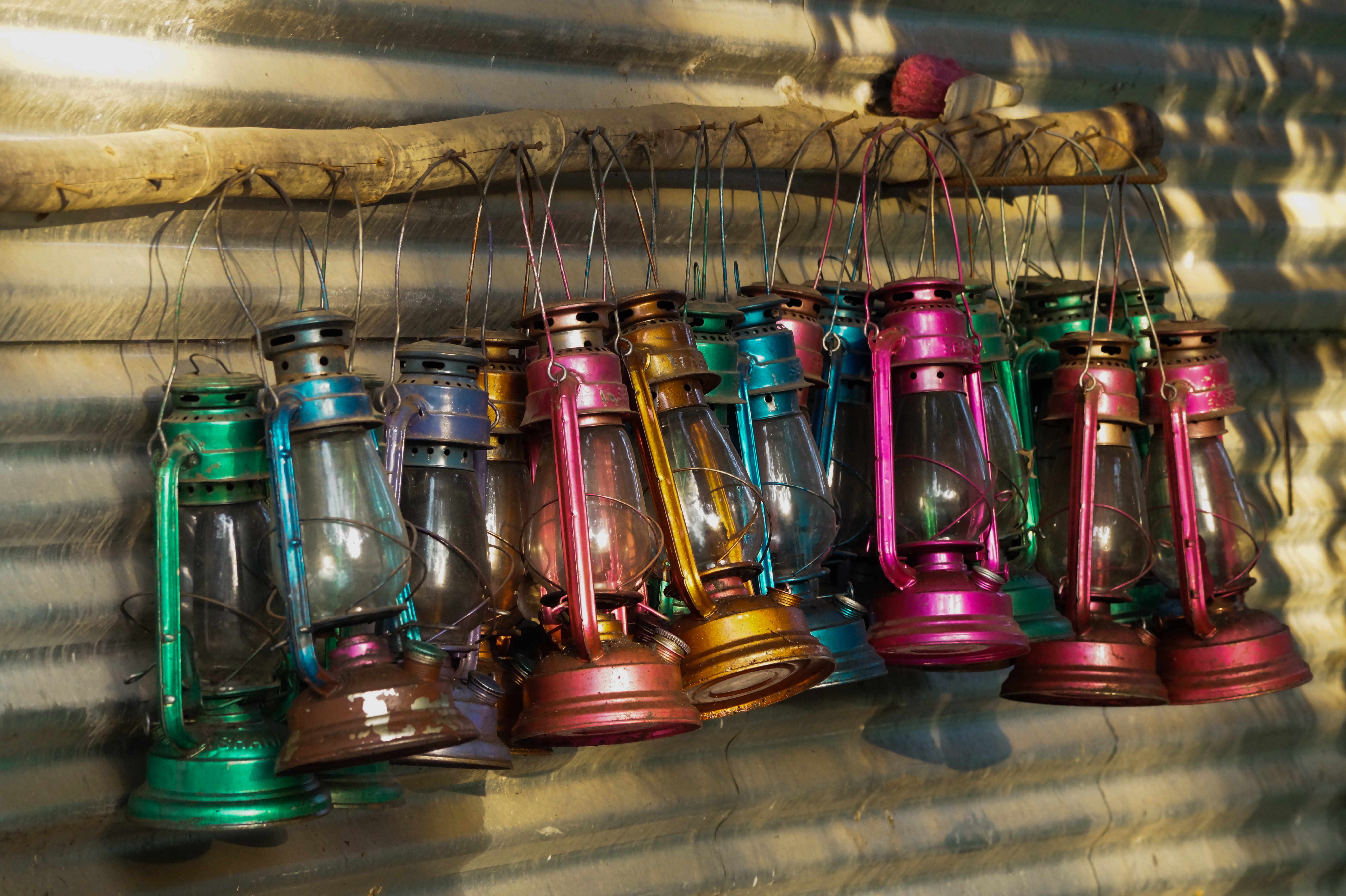
فوانيس رمضان وهو أحد أشهر رموز شهر رمضان المبارك عند المسلمين.
صورة مزينة للمباركة في شهر رمضان المبارك حيث يبارك المسلمون في كل أنحاء العالم لبعضهم بقدوم رمضان في كل عام.
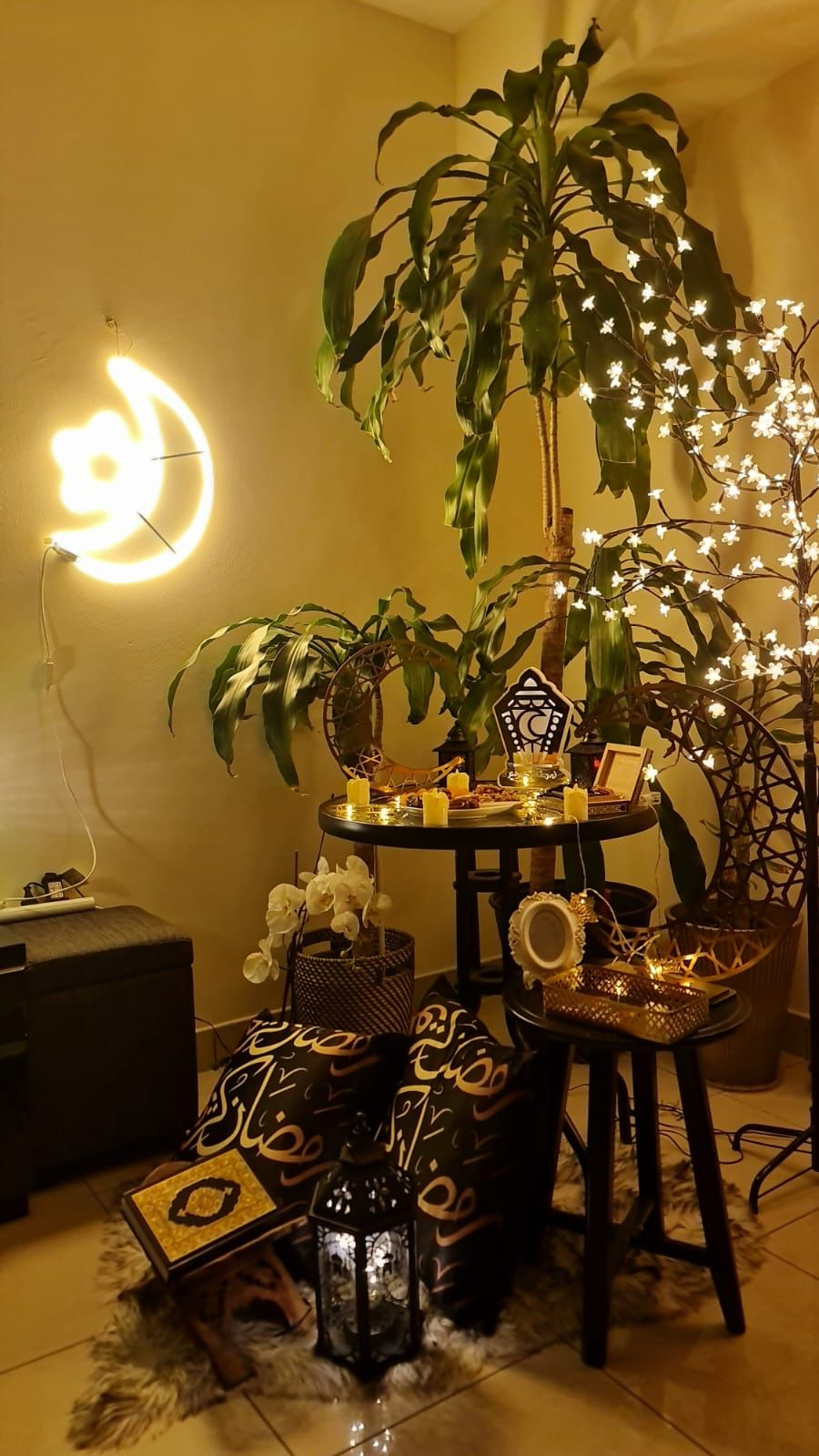
اعتاد المسلمون على تزيين بيوتهم في شهر رمضان المبارك خصوصًا بزينة الهلال والأضواء الجميلة التي تعبر عن أهمية شهر رمضان بالنسبة للمسلمين.